# Ozodicera (Dihexaclonus) xanthostoma
Ozodicera (Dihexaclonus) xanthostoma is een tweevleugelige uit de familie langpootmuggen (Tipulidae). De soort komt voor in het Neotropisch gebied.